# Мале Ситно
Мале́ Си́тно (біл. Малое Сітна) — село в Полоцькому районі Вітебської області.
Село розташоване за 44 км на північ схід від районного центру, за 8 км від кордону з Росією.
В селі працює лісозаготівельний пункт.
| Білорусь | Це незавершена стаття з географії Білорусі. Ви можете допомогти проєкту, виправивши або дописавши її. |